# Andrew C. McLaughlin
Andrew Cunningham McLaughlin (Beardstown, 14 de fevereiro de 1861 - 24 de setembro de 1947) foi um historiador estadunidense.

## Biografia
McLaughlin realizou sua educação superior em direito na Universidade de Michigan, onde lecionou história e latim até 1906, quando passou a fazer parte da Universidade de Chicago. O autor serviu como coordenador do Departamento de História em Chicago de 1906 a 1927, como professor até 1929, e como emérito entre 1929 e 1936. Em seu relatório como presidente da American Historical Association, em 1914, McLaughlin se mostrou um crítico da obra de Charles Beard, acusada de enfatizar demais os fatores econômicos envolvidos na história da Constituição dos Estados Unidos. O autor serviu ainda como editor do periódico The American Historical Review. Foi vencedor do Prêmio Pulitzer na área de história em 1936 com o livro Uma História Constitucional dos Estados Unidos, publicado no ano anterior.